# Космос-1738
Космос-1738 је један од преко 2400 совјетских вјештачких сателита лансираних у оквиру програма Космос.
Космос-1738 је лансиран са космодрома Тјуратам, Бајконур, СССР, 4. априла 1986. Ракета-носач Протон-К је поставила сателит у орбиту око планете Земље. 